# قصر وستمنستر
قصر وستمنستر (بالإنجليزية: Palace of Westminster)‏ (معروف بصورة أكثر باسم بيوت البرلمان)، في مدينة وستمنستر في لندن في المملكة المتحدة، هو القصر الذي يجتمع فيه أعضاء البرلمان البريطاني. وهو في ملكية عاهل المملكة المتحدة الملك تشارلز الثالث ضمن أملاك التاج. القصر هو واحد من أكبر مباني البرلمانات في العالم. مخطط القصر معقد جدا، يحتوي على ما يقرب من 1200 غرفة مع الأخذ بالحسبان المباني القائمة فيه، إضافة إلى 100 سلم وأكثر من ثلاثة كيلومترات (ميلين) من الممرات ويعود تاريخها إلى القرن التاسع عشر، فيه قاعة وستمنستر والتي تعتبر من المباني التاريخية، تستخدم في الوقت الحاضر للاحتفالات العامة الرئيسية.
البرلمان هو ذو مجلسين، المجلس الأعلى، الممثل بمجلس اللوردات، ومجلس سفلي، الممثل بمجلس العموم. مجلس اللوردات يحتوي على نوعين من الأعضاء: اللوردات الروحيون (الممثلين بأعلى أساقفة كنيسة إنكلترا) واللوردات الدنويون (الممثلين بالنبلاء)؛ أعضاءه لا يتم انتخابهم من قبل عامة الشعب ولكن يتم تعينهم من قبل حكومة قديمة وحديثة. أما مجلس العموم، فهو منتخب ديموقراطياً مع انتخابات تقام كل خمس سنوات على الأقل. المجلسين يجتمعون في غرف مفصولة في قصر وستمنستر.
يستضيف قصر ويستمنيستر اجتماعات كل من مجلس النواب ومجلس اللوردات، وهما مجلسا البرلمان في المملكة المتحدة. يقع القصر الذي عرف سابقًا بشكل غير رسمي باسم مجلس البرلمان، على الضفة الشمالية لنهر التايمز في مدينة ويستمنيستر في وسط لندن في إنجلترا.
ربما يشير اسم القصر المستمد من دير ويستمنيستر المجاور إلى العديد من المباني التاريخية، ولكن في معظم الأحيان كان يشير إلى: القصر القديم، وهو عبارة عن مجمّع من المباني يعود تاريخه إلى العصور الوسطى، دُمّر بشكل كبير بفعل حريق في عام 1834، أو إلى بديله الذي لايزال قائمًا حتى اليوم ويعرف بالقصر الجديد. تعود ملكية القصر إلى التاج الملكي. تتولى اللجان التي يعينها المجلسان إدارة أمور القصر، وتقديم التقارير إلى رئيس مجلس النواب ورئيس مجلس اللوردات.
بُني أول قصر ملكي في الموقع الذي يعود تاريخه إلى القرن الحادي عشر، وأصبح قصر ويستمنيستر المستقر الأول لملوك إنجلترا، حتى دمرت النيران الشقق الملكية في عام 1512 (وتأسس بعد ذلك، قصر وايت هول بالقرب من هناك). استمر ما تبقى من القصر مقرًا للبرلمان البريطاني، الذي تابع عقد اجتماعاته هناك منذ القرن الثالث عشر، وكذلك مقرًا لمحاكم العدل الملكية القائمة في قاعة قصر ويستمنيستر وحولها. في عام 1834، شبّ حريق أكبر دمر بشكل كبير مجلسي البرلمان المعاد بناءهما، أما المباني الهامة الوحيدة التي نجت والتي يعود تاريخها إلى العصور الوسطى، هي قاعة ويستمنيستر وأديرة سانت ستيفن، وكنيسة سانت ماري أندركروفت وبرج جويل.
فاز المعماري تشارلز باري في المنافسة التي أقيمت فيما بعد لإعادة بناء القصر، من خلال تصميمه لمبانٍ جديدة بأسلوب النهضة القوطية، مستوحاة على وجه الخصوص من النمط الإنجليزي القوطي التعامدي العائد للقرنين الرابع عشر والسادس عشر. دُمج ما تبقى من القصر القديم (باستثناء برج جويل المنفصل) ليصبح فيما بعد بديلًا أكبر بكثير عن القصر القديم، الذي يضم أكثر من 1100 غرفة مرتبة بشكل متناظر حول سلسلتين من الفناءات التي تبلغ مساحتها الأرضية 112.476 مترًا مربعًا. إنّ جزءًا من مساحة القصر وتبلغ 3.24 هكتارًا (8 فدان) أُخذت من مياه نهر التايمز، وتمثل واجهة المبنى التي يبلغ طولها تقريبًا 300 متر (980 قدم) وتسمى واجهة النهر. ساعد أوغسطس بوجين المعماري تشارلز باري في إعادة بناء القصر، ويعتبر بوجين سلطة رائدة في الأسلوب والعمارة القوطية، فصمم كذلك الديكور الداخلي للقصر. بدأت عمليات البناء في عام 1840 واستمرت لمدة 30 عامًا، عانت كثيرًا من تأجيلات كبيرة وتجاوزات في ميزانية الإنفاق بالإضافة إلى وفاة اثنين من المهندسين المعماريين المسؤولين عن رئاسة المشروع. استمرت أعمال الديكور الداخلي بشكل متقطع حتى القرن العشرين. جرت أعمال صيانة كبيرة منذ ذلك الحين لمقاومة آثار تلوث الهواء في لندن، وأجريت كذلك إصلاحات واسعة ما بعد الحرب العالمية الثانية، من ضمنها عمليات إعادة البناء المبسطة لمجلس النواب بعد تعرضه للقصف في عام 1941.
يُعتبر القصر واحدًا من مراكز الحياة السياسية في المملكة المتحدة. أصبح لفظ «ويستمنيستر» كناية عن برلمان المملكة المتحدة والحكومة البريطانية، ويحتفل نظام ويستمنيستر الحكومي بذكرى تسمية القصر. يُشار عادة إلى برج إليزابيث، باسم جرسه الكبير «بيغ بين»، الذي أصبح معلمًا أثريًا رمزيًا في لندن خاصةً وفي المملكة المتحدة عامةً، وكذلك واحدًا من أكثر معالم الجذب السياحي شعبية في المدينة، وشعارًا للديمقراطية البرلمانية. وصف قيصر روسيا نيقولا الأول القصر الجديد بأنه «حلم في الحجر». أدرج مبنى قصر ويستمنيستر ضمن قائمة المباني من الدرجة الأولى منذ عام 1970 واعتبر جزءًا من مواقع التراث العالمي لليونسكو منذ عام 1987.

## تاريخ

### القصر القديم
كان موقع قصر ويستمنيستر ذي أهمية استراتيجية خلال العصور الوسطى، بسبب موقعه على ضفاف نهر التايمز. عرفت تلك المنطقة خلال فترة العصور الوسطى باسم جزيرة ثورني، ربما استخدم هذا الموقع لأول مرة كإقامة ملكية لكانوت العظيم خلال فترة حكمه بين عامي 1016 و1035. بنى القديس «إدوارد ذا كونفيسور» وهو العاهل الإنجلوسكسوني قبل الأخير لإنجلترا، قصرًا ملكيًا على جزيرة ثورني غرب مدينة لندن في نفس الوقت الذي بنى فيه دير ويستمنيستر (1045-1050). سرعان ما عرفت جزيرة ثورني والمنطقة المحيطة باسم «ويستمنيستر» (مشتقة من كلمتي ويست ومنيستر). لم تنجُ المباني التي استخدمها الإنجلوسكسونيون ولا تلك التي استخدمها ويليام الأول الذي حكم بين عامي (1066-1087). يعود تاريخ أقدم جزء موجود من القصر وهو (قاعة ويستمنيستر) إلى فترة حكم خليفة ويليام الأول، الملك ويليام الثاني الذي استمر حكمه ما بين عامي (1087-1100).
كان قصر ويستمنيستر مقرًا رئيسيًا لإقامة ملوك إنجلترا خلال أواخر العصور الوسطى. اجتمع كل من المجلس الوطني في إنجلترا الأنجلو سكسونية والعشيرة الملكية في قاعة ويستمنيستر (على الرغم من أنهم تبعوا الملك في تنقلاته إلى قصور أخرى). اجتمع برلمان سيمون دي مونتفورت وهو البرلمان الأول الذي يضم ممثلين عن المدن الرئيسية في القصر في عام 1265. اجتمع كذلك «البرلمان النموذجي»، وهو أول برلمان رسمي لإنجلترا في القصر في عام 1295، واجتمعت هناك أيضًا كل البرلمانات الإنجليزية اللاحقة، وبعد ذلك أي بعد عام 1707، أصبح القصر مقرًا لكل البرلمانات البريطانية.
دمرت النيران عام 1512 خلال السنوات الأولى من حكم الملك هنري الثامن، المسكن الملكي، المعروف باسم (الخصوصي) من القصر. استحوذ هنري الثامن عام 1534 على «يورك بليس» من الكاردينال توماس وولسي، وهو وزير قوي خسر حظوة الملك. أعاد الملك هنري تسمية القصر باسم «قصر وايت هول»، وجعل منه مقرًا أساسيًا لإقامته. بالرغم من أن قصر ويستمنيستر بقي بشكل رسمي قصرًا ملكيًا، إلا أنه استخدم من قبل مجلس البرلمان ومحاكم القانون الملكي المختلفة.
لم يتضمن القصر، كونه في الأصل مقر إقامة ملكي، غرفًا مخصصة لأغراض أخرى كاجتماعات المجالس. أقيمت العديد من الاحتفالات الدولية الهامة في الغرفة الملونة، التي بنيت في القرن الثالث عشر لتكون غرفة النوم الرئيسية للملك هنري الثالث الذي حكم خلال الفترة بين عامين (1216-1272). انتقل مجلس الشيوخ في عام 1801 إلى الغرفة البيضاء الأكبر (المعروفة أيضًا باسم القاعة الأدنى)، التي ضمت محكمة الطلبات، وتوسّع سجل النبلاء من قبل الملك جورج الثالث خلال الوزارة الأولى (1783-1801) لويليام بِت الأصغر، إلى جانب الاتحاد الوشيك مع إيرلندا. الذي استوجب كل تلك الحركة، هو عدم قدرة الغرفة الأصلية على استيعاب العدد المتزايد من الأقران.
عقد مجلس النواب مباحثاته غالبًا في مجلس الكهنة في دير ويستمنيستر لعدم امتلاكه غرفة خاصة به في القصر. حصل مجلس النواب على مكان دائم في القصر في كنيسة سانت ستيفن، الكنيسة السابقة للقصر الملكي خلال فترة حكم الملك إدوارد السادس ما بين عامي (1547- 1553). أصبح المبنى متاحًا للاستخدام العام بعد حل كلية سانت ستيفن. أجريت تعديلات على كنيسة سانت ستيفن خلال القرون الثلاثة التالية لصالح مجلس النواب، مما أدى تدريجيًا إلى تدمير أو بالأحرى طمس معالم العصور الوسطى التي تميز بها المبنى سابقًا. تعهّد كريستوفر رن بمشروع إعادة إعمار ضخم في أواخر القرن السابع عشر، فأعاد تصميم المبنى من الداخل بشكل كامل.
خضع قصر ويستمنيستر ككل لتعديلات كبيرة وهامة منذ القرن الثامن عشر فصاعدًا، بينما كافح البرلمان للاستمرار بأعماله في تلك المساحة المحدودة من المباني القديمة. لم تلقَ الدعوات لإنشاء قصر جديد أي اهتمام، بل أضيفت العديد من المباني ذات الجودة والأسلوب المختلف.